# ساكبوي: مغامرة فتى

لقطة شاشة لشخصية ساكبوي أثناء اللعبة

ساكبوي: أه بيغ أدفانتشر (بالإنجليزية: Sackboy: A Big Adventure)‏ هي لعبة فيديو منصات من تطوير سومو ديجتال ونشر سوني إنتراكتيف إنترتينمنت، تعمل على أنظمة بلاي ستيشن 4 و‌بلاي ستيشن 5 ومايكروسوفت ويندوز. واللعبة جزء من سلسلة « ليتل بيغ بلانت ». وتدعم اللعبة اللغة العربية ترجمة وقوائم ودبلجة، والنسخة العربية صدرت تحت عنوان ساكبوي: مغامرة فتى.